# Deltocolpodes
Deltocolpodes is een geslacht van kevers uit de familie van de loopkevers (Carabidae). De wetenschappelijke naam van het geslacht is voor het eerst geldig gepubliceerd in 1992 door Morvan.

## Soorten
Het geslacht Deltocolpodes omvat de volgende soorten:
- Deltocolpodes brendelli Morvan, 1992
- Deltocolpodes championi Morvan, 1992
- Deltocolpodes duluchus Morvan, 1992
- Deltocolpodes heinigeri Morvan, 1992
- Deltocolpodes jalepensis Morvan, 1992
- Deltocolpodes kirschenhoferi Morvan, 1992
- Deltocolpodes nepalensis Morvan, 1992
- Deltocolpodes perreaui (Deuve, 1985)
- Deltocolpodes rectangulus Morvan, 1992
- Deltocolpodes rolex Morvan, 1992
- Deltocolpodes salpensis (Deuve, 1985)
- Deltocolpodes sikkimensis Morvan, 1992